# Jiří Kylián
Jiří Kylián (Praga, 21 marzo 1947) è un coreografo ed ex ballerino ceco.
Si è dedicato alla coreografia dal 1970, dimostrandosi uno dei più prolifici e inventivi coreografi del dopoguerra.

## Vita
Kylian studiò danza a Praga, frequentando lezioni di danza classica, danza moderna, folk e jazz, frequentando parallelamente il conservatorio. A vent'anni, vinse una borsa di studio alla Royal Ballet School di Londra.

## Carriera
Entrò a far parte della compagnia dello Stuttgart Ballet nel 1968, iniziando anche a lavorare come coreografo sotto la supervisione di John Cranko. Nel 1976, Kylián divenne il Direttore Artistico del Nederlands Dans Theater. I suoi lavori più famosi includono Sinfonia di Salmi (1978). Il suo stile è noto per la sua ricerca continua di esplorarazione dei limiti, delle capacità dello spazio, della flessibilità del corpo, e per il suo sottile umorismo.
Per Kylian è fondamentale il movimento, interpretato liberamente, ma pur sempre legato a uno stile solido; si può notare, infatti, la purezza della danza su cui egli carica emozioni e tradizioni popolari.
Nel 1991 creò la propria compagnia di ballo, Nederlands III, che accolse ballerini sopra i quarant'anni con cui debuttò in Obscure Temptation su musica di John Cage.  
I principali lavori di Kylián's includono:

### Forgotten Land(1981)
Forgotten Land, su musica di Benjamin Britten, del 1981, esplora memorie, eventi e persone che col passare del tempo furono dimenticate e di coloro che, a volte, avevano cercato invano di recuperarle per portarle al loro antico splendore. 
L'opera è stata ispirata da un quadro dell'artista espressionista Norvegese Edvard Munch il quale ritrae bagnanti sulla spiaggia.
Il lavoro consiste principalmente in passi a due, nei quali i ballerini si muovono con le braccia tese, come se stessero cercando di raggiungere qualcosa. I ballerini inarcano le loro schiene dando molta espressività alle coreografie, che riflettono sia la musica sia l'alone inquietante che pervade dal quadro di Munch. Kylián ritrova patrie perdute, gli amanti ed i tempi che ha perso.
Si trovano infatti passi a due molto violenti. L'opera si conclude come un grande insieme in cui le donne vengono lasciate sulla riva, mentre allungano nuovamente le braccia come degli uccelli che vogliono, ma non riescono a volare.

### Falling Angels (Angeli Caduti)(1989)
Falling Angels fa parte dei balletti  Bianco e Nero , pensati e creati nel 1989 con, a interpretarli, 8 ballerine bianche vestite in calzamaglia nera. La musica è stata eseguita con batterie e percussioni, ed è basata su in rituale cerimoniale del Ghana (Africa Occidentale).
Falling Angels raffigura ballerine intente a raggiungere la perfezione, ma l'intento è messo in difficoltà da stati della psiche alterati e dal presentarsi di sentimenti e mutamenti fisici come possono essere l'ambizione, la seduzione, la gravidanza, la nascita, la morte, la consapevolezza di sé. Tutte queste situazioni allontanano il ballerino dalla 'purezza' della danza. Kylián è stato influenzato dal surrealismo e dal minimalismo, durante la creazione di questo lavoro. In questo balletto vediamo la combinazione di linee classiche e movimenti taglienti danno imprevedibilità alla coreografia nel suo complesso.

### Petite Mort(1991)
Petite Mort fu composta per il Festival di Salisburgo del 1991 per il duecentenario dalla morte del compositore Mozart.
Il corpo di ballo è formato da sei uomini e sei donne. Le coreografie sono divise tra loro da sei pellicole.
Troviamo Roslyn Anderson come aiuto coreografo, costumi di Joke Visser, e musica di Wolfgang Amadeus Mozart, ed includono il Concerto per pianoforte e orchestra n. 23 (Adagio) e il Concerto per pianoforte e orchestra n. 21 (Andante).

### Altre coreografie
Lista di altre opere di Kylian che vanno dal 1973 al 1998
- Viewers (1973)
- Stoolgame (1974)
- Blue Skin (1974)
- La cathédrale engloutie (1975)
- Notte trasfigurata (1975)
- Torso (1975)
- Nuages (1976)
- Elegia (1976)
- Symphony in D (1976)
- November Steps (1977)
- Ariadne (1977)
- Kinderspelen (1978)
- Sinfonietta (1978)
- Rainbow Snake (1978)
- Sinfonia di Salmi (1978)
- Mša glagolskaja (Glagolitic Mass) (1979)
- Dream Dances (1979)
- Soldatenmis (1980)
- Overgrown Path (1980)
- Forgotten Land (1981)
- Nomaden (1982)
- Lieder eines fahrenden Gesellen (1982)
- Svadebka (1982)
- Stamping Ground (1983)
- Dreamtime (1983)
- Curses and Blessings, with Christopher Bruce (1983)
- Wiegelied (1983)
- Return to the Strange Land (1984)
- Valencia (1984)
- L'Enfant et les sortilèges (1984)
- Heart's Labyrinth 1 (1984)
- Heart's Labyrinth 2 (1985)
- Piccolo Mondo (1985)
- Silent Cries (1986)
- Histoire du soldat (1986)
- Sechs Tanze (1986)
- Heart's Labyrinth 3 (1987)
- Frankenstein! (1987)
- Evening Songs (1987)
- St joris rijdt uit (1987)
- Kaguyahime (1988)
- No More Play (1988)
- Tanzschul (1989)
- Falling Angels (1989)
- Sweet Dreams (1990)
- sSrabande (1990)
- Un ballo (1991)
- Petite Mort (1991)
- Obscure Temptations (1991)
- Stepping Stones (1991)
- As If Never Been (1992)
- No Sleep Till Dawn of Day (1992)
- Whereabouts Unknown (1993)
- Tiger Lily (1993)
- Double You (1993)
- Arcimboldo (1994)
- Bella figura (1995)
- Anna and the Ostriches (1996)
- Compass (1996)
- If Only... (1996)
- Trompe-l'oeil (1996)
- Wings of Wax (1997)
- A way a lone (1998)
- One of a Kind (1998)
- Indigo Rose (1998)
- Doux Mensonges (1999)
- Click-Pause-Silence (2000) Nederlands Dans Theater I
- Birth-day (2001)
- Blackbird (2001)
- 27′52″ (2002) Nederlands Dans Theater II
- Claude Pascal (2002) Nederlands Dans Theater I
- When Time Takes Time (2002) Nederlands Dans Theater III
- Far too close (2003) Nederlands Dans Theater III
- Last Touch (2003) Nederlands Dans Theater I
- Il faut q'une porte (2004)
- Sleepless (2004) Nederlands Dans Theater II
- Toss of a Dice (2005) Nederlands Dans Theater I
- Chapeau (2005) Nederlands Dans Theater II
- Tar and Feathers (2006) Nederlands Dans Theater I
- Vanishing Twin (2008) Nederlands Dans Theater I
- Gods and Dogs (2008) Nederlands Dans Theater II

## Premi
Nel 1993 e nel 1999 è stato premiato al Prix Benois de la Danse come coreografo, uno di due ad averlo ricevuto ben due volte.
Nel 2000 riceve il premio Laurence Olivier per la sua eccellenza artistica e per la direzione straordinaria della stagione del Nederlands Dans Theater. (La stessa compagnia ha ricevuto un Olivier per  Sinfonia di Salmi . Nel 2008 la regina Beatrice dei Paesi Bassi gli ha conferito la prestigiosa medaglia d'onore per l'arte e la scienza.